# Desa Cenggu
Desa Cenggu är en administrativ by i Indonesien.   Den ligger i provinsen Nusa Tenggara Barat, i den centrala delen av landet, 1 300 km öster om huvudstaden Jakarta. Desa Cenggu ligger vid sjön Embung Roiroka.